# Bizzarone
Bizzarone (Bizarùn in dialetto comasco, AFI: /biʣaˈruŋ/) è un comune italiano di 1 780 abitanti della provincia di Como in Lombardia. Il territorio comunale, facente parte dell'Alto Olgiatese, è confinante con la Svizzera; è presente una dogana turistica, solo parzialmente adibita a traffico commerciale.

## Storia
Gli Statuti di Como del 1335 riportano il "comune de Bisarono" all'interno dei comuni facenti parte della pieve di Uggiate, all'interno della quale rimase fino alla seconda metà del XVIII secolo.
Nel Trecento, le terre di Bizzarone risultano far parte del feudo dei Visconti, dopo esser passate più volte di mano: dai Rezzonico ai Luini, passando per i Somigliana.
Nel XVI secolo, con il passaggio della Pieve di Balerna agli svizzeri, Bizzarone divenne terra di confine del Ducato di Milano. Testimonianza di ciò si può ancor oggi trovare in un cippo di confine situato in località Santa Margherita e recante l'iscrizione: "Stato di Milano Comune di Bizzarone 1784". Da alcuni documenti del Ducato di Milano risalenti al 1751 emerge come Bizzarone comprendesse anche i cassinaggi di Terra Nera e Terra Nova e che fosse soggetto ad un pagamento quindecennale per aver ottenuto la cosiddetta redenzione.
Sotto la dominazione austriaca, nel 1791 il comune di Bizzarone venne confermato all'interno pieve di Uggiate ed entrò a far parte della neonata Provincia di Como.
Quando poi Napoleone Bonaparte decise di riorganizzare l'amministrazione del Regno d'Italia attraverso l'accorpamento dei comuni più piccoli, Bizzarone venne incorporato al comune di Uggiate. Tale aggregazione, confermata con la successiva compartimentazione del 1812, venne tuttavia abrogata dagli austriaci nel momento dell'attivazione dei comuni della provincia di Como all'interno del Regno lombardo-veneto.

### Simboli
Lo stemma e il gonfalone del comune sono stati concessi con decreto del presidente della Repubblica del 21 settembre 2011.
Il gonfalone è un drappo di bianco.
La rosa dei venti fa riferimento al
nome medievale del paese, Bisarono, che in lingua celtica significa "luogo dove soffia la bisa", cioè il vento di tramontana. Il cavallo ricorda la posizione di Bizzarone lungo la Strada Cavallina, via di collegamento tra lo Stato di Milano e il Mendrisiotto, battuto nei secoli XVI e XVII da mercanti, cavallanti e contrabbandieri.

## Monumenti e luoghi d'interesse

### Architetture religiose

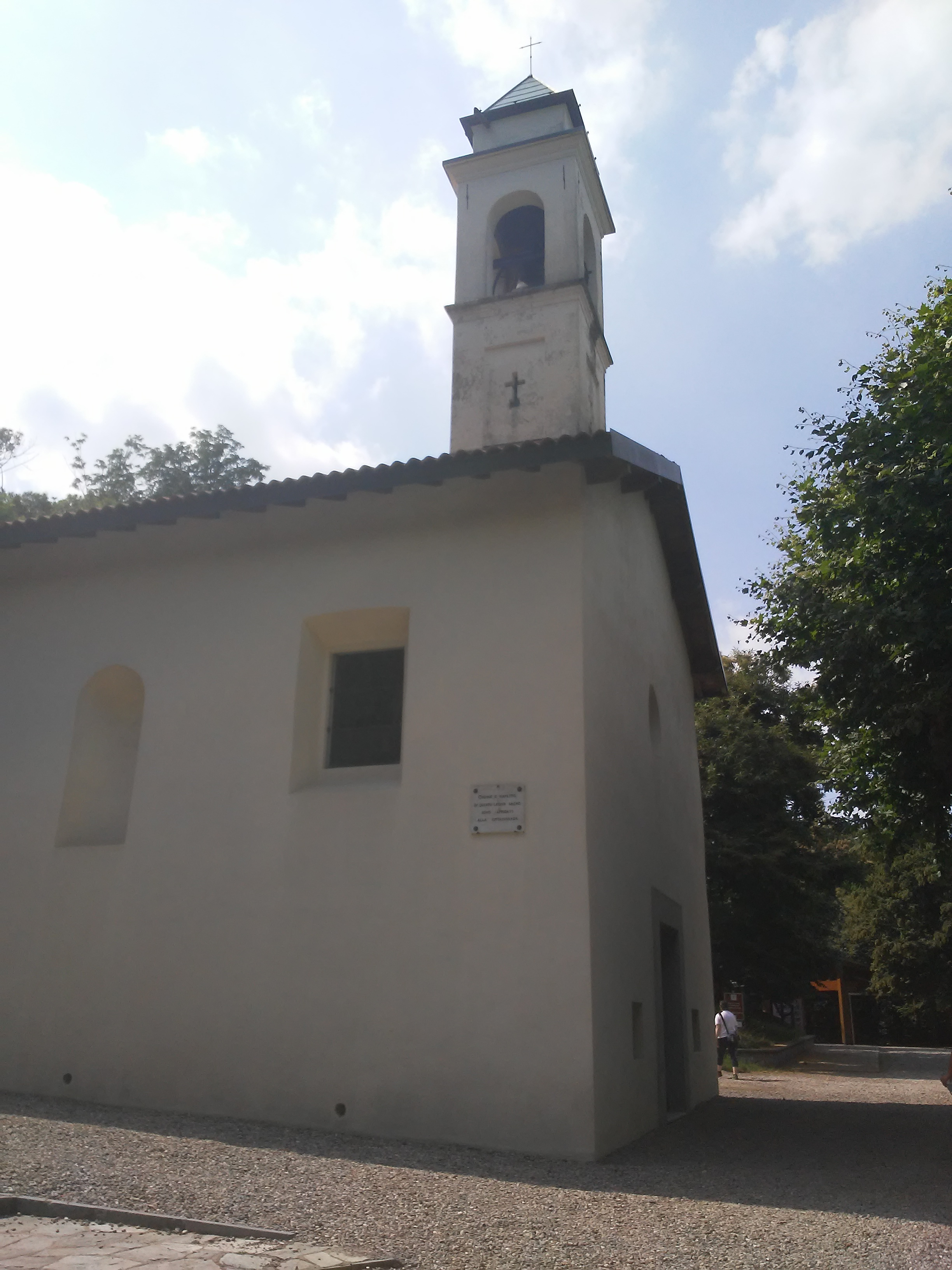
Chiesa di Santa Maria Assunta

- Chiesa di Sant'Evasio[10][11], risalente al XV secolo,[7] elevata a parrocchiale nel 1592 dal vescovo Ninguarda durante la visita pastorale alla pieve di Uggiate[12] ma ricostruita in stile barocco nel XVIII secolo.[7]
- Chiesa di San Rocco, risalente alla prima metà del XVIII secolo[13] e attestata nel 1788[12].
- Chiesa di Santa Maria Assunta, costruita tra il 1578 e il 1581.[14] Contraddistinta da un soffitto a capriate in legno, nell'abside e nel presbiterio la chiesa conserva affreschi realizzati dal pittore Giovanni Battista Tarilli (1584)[N 2][7][15].

### Aree naturali
- Parco Valle del Lanza. Parco locale di interesse sovracomunale. Riconoscimento D.G.R. n. 8967 del 30.4.2002
  - Ente Gestore: Convenzione tra i Comuni di Malnate (VA) (capofila), Cagno, Valmorea, Rodero e Bizzarone (CO).
  - Superficie: 978 ha
  - Caratteristiche: il parco è caratterizzato dall'ampio territorio costituito prevalentemente dalla valle in cui scorre il torrente Lanza, che dal confine italo-svizzero si immette poi in località Folla di Malnate nel fiume Olona e lungo il quale sorgono testimonianze storiche e di archeologia industriale quali mulini ad acqua e antichi nuclei industriali. Altre caratteristiche sono zone umide, ampie zone di interesse agricolo-forestale, sentieri e viabilità campestre, sistema idrografico di terrazzamento; elementi di architettura rurale storica, luoghi di culto e interesse culturale.

## Società

### Evoluzione demografica

#### Prima dell'unità d'Italia
1751: 309 abitanti.
1771: 276 abitanti.
1781: 264 abitanti.
1788: 265 abitanti.
1799: 260 abitanti.
1805: 256 abitanti.

#### Dopo l'unità d'Italia
Abitanti censiti

### Etnie e minoranze straniere
Secondo i dati ISTAT al 31 dicembre 2009 la popolazione straniera residente era di 110 persone. La nazionalità maggiormente rappresentata in base alla loro percentuale sul totale della popolazione era quella libanese costituita da 40 soggetti pari al 2,59% dei cittadini.

### Terre di frontiera
Il 10 agosto 2002 Ronago, Bizzarone, Faloppio e Uggiate-Trevano hanno dato vita ad una unione di comuni denominata Unione di comuni lombarda Terre di Frontiera, con il fine di coordinare diverse attività di pubblico interesse.

## Cultura

### Cinema
Film girati a Bizzarone:
- Milano rovente (1973)
- La banda dei Babbi Natale (2010)

Bizzarone è citato tra le località in cui sono ambientati gli sketch degli svizzeri di Aldo, Giovanni e Giacomo. Inoltre è anche citato nella mini serie di sketch Frontaliers, realizzata dall'emittente ticinese RSI Rete Tre, nel posto di confine di Brusata di Novazzano.

### Esplicative
1. ↑  Per il dialetto comasco, si utilizza l'ortografia ticinese, introdotta a partire dal 1969 dall'associazione culturale Famiglia Comasca nei vocabolari, nei documenti e nella produzione letteraria.
2. ↑  
«IO BAPTISTA TARILLVS
 DE CVREIA VALLIS LVG.
 PINGEAT. ANNO
 1584»
(Iscrizione posta su uno dei pilastri dell'arco trionfale che introduce al presbiterio)

### Bibliografiche
1. 1 2   Bilancio demografico mensile anno 2025 (dati provvisori), su demo.istat.it, ISTAT.
2. ↑   Classificazione sismica (XLS), su rischi.protezionecivile.gov.it.
3. ↑   Tabella dei gradi/giorno dei Comuni italiani raggruppati per Regione e Provincia (PDF), in Legge 26 agosto 1993, n. 412, allegato A, Agenzia nazionale per le nuove tecnologie, l'energia e lo sviluppo economico sostenibile, 1º marzo 2011,  p. 151. URL consultato il 25 aprile 2012 (archiviato dall'url originale il 1º gennaio 2017).
4. ↑   Luciano Canepari, Bizzarone, in Il DiPI: dizionario di pronuncia italiana, Bologna, Zanichelli, 1999, ISBN 88-08-09344-1.
5. ↑   AA. VV., Dizionario di toponomastica. Storia e significato dei nomi geografici italiani., Milano, Garzanti, 1996,  p. 82, ISBN 88-11-30500-4.
6. 1 2 3 4 5 6 7 8 9   La Storia [collegamento interrotto], su comune.bizzarone.co.it. URL consultato il 18 marzo 2020.
7. 1 2 3 4  Borghese, p. 99.
8. ↑   Bizzarone (Como) D.P.R. 21.09.2011 concessione di stemma e gonfalone, su presidenza.governo.it. URL consultato l'8 agosto 2022.
9. ↑   Bizzarone, su Stemmi dei Comuni della Provincia di Como.
10. ↑   Chiesa di S. Evasio - complesso, Via Vittorio Veneto - Bizzarone (CO), su Architetture – Lombardia Beni Culturali. URL consultato il 18 marzo 2020.
11. ↑   Chiesa di Sant'Evasio [collegamento interrotto], su Comune di Bizzarone. URL consultato il 18 marzo 2020.
12. 1 2 3 4   SIUSA - Parrocchia di S. Evasio in Bizzarone, su siusa.archivi.beniculturali.it. URL consultato il 18 marzo 2020.
13. ↑   Chiesa di S. Rocco, Via Santa Margherita - Bizzarone (CO), su Architetture – Lombardia Beni Culturali. URL consultato il 18 marzo 2020.
14. ↑   Chiesa di S. Maria Assunta, Via Colle Sant'Ambrogio - Bizzarone (CO), su Architetture – Lombardia Beni Culturali. URL consultato il 18 marzo 2020.
15. ↑   Ente Turistico del Mendrisiotto e Basso Ceresio (a cura di), Novazzano - L'Ultima Cena di Tarilli, in pannello esplicativo sito a Novazzano in Via alla Chiesa.
16. ↑  Dati tratti da:
  -  Popolazione residente dei comuni. Censimenti dal 1861 al 1991 (PDF), su ebiblio.istat.it, ISTAT.
  -  Popolazione residente per territorio – serie storica, su esploradati.censimentopopolazione.istat.it.
Nota bene: il dato del 2021 si riferisce al dato del censimento permanente al 31 dicembre di quell'anno.